# アルネイス
アルネイス (伊: Arneis) は、イタリアのピエモンテ州原産の白ワイン用ブドウ品種である。アルバの北西、ロエロの丘陵地で最もよく見かけられ、保証付き統制原産地呼称 (D.O.C.G.) 認定ワインの ロエロ DOCGや統制原産地呼称 (D.O.C.) 認定ワインのランゲ DOCの白ワインなどに使用されている。 ピエモンテ語で「いたずら好き・気まぐれ」を意味するアルネイスは、栽培がやや難しい品種と見なされているため、そのように呼ばれている。この品種のワインはキレのある酸味と白い花のようなアロマをもっており、この地域では何世紀にもわたって栽培されている。また、洋梨やアプリコットのニュアンスをもったフルボディの辛口白ワインになる傾向がある。 

## 歴史
ピエモンテにおいてアルネイスがどのような名前でどれくらいの期間栽培されてきたのかについては、ワイン史家のあいだでも意見が割れている。アルネイスの語源のひとつとして有力視されている、ピエモンテ方言のrenesiという名称は、15世紀の複数のブドウ品種に関する説明に登場する。 歴史家の中には、1432年の記録でトリノ県キエーリ村近辺で栽培されていたとされる「ラナイシ (Ranaysii) 」種がアルネイスのことかもしれないと考える者もいる。クーネオ県カナーレ近辺では、「レネイシウム (Reneysium) 」というブドウが1478年の記録に出てくる。アルネイスという名称が初めて用いられたのは、ブドウ品種学者のジュゼッペ・ディ・ロヴァゼンダ伯爵による1877年の記述においてであり、この品種はすでにピエモンテにしっかり定着していると評されている。 
いくつか共通の別名をもつにもかかわらず、アルネイスとピエモンテの著名なワイン用黒ブドウ品種であるネッビオーロとは、遺伝子的な類縁関係は一切ない。ただし歴史的には両者は密接な関係にあった。何世紀にもわたり、バローロでは白ブドウであるアルネイスがネッビオーロのタンニンや硬さを和らげるのに用いられていたため、「ネッビオーロ・ビアンコ」や「バローロ・ビアンコ」といった別名が通用していた。地元では伝統的にアルネイスをネッビオーロとフィールドブレンド（混植）させることがよく行なわれていた。これには上記の目的以外にも、熟したアルネイスの果実の甘い香りで鳥を引きつけ、アルネイスより貴重なネッビオーロの果房に近づけないという目的があった。 
20世紀に入って、バローロの生産者がネッビオーロ100%のセパージュワインの生産に焦点を合わせ始めると、アルネイスの栽培面積は減少の一途をたどり、消滅寸前にまで至った。1970年代を迎える頃には、アルネイスのワインを扱う生産者はブルーノ・ジャコーザとヴィエッティの2つを残すのみとなっていた 。1980年代にはピエモンテ州の白ワインに対する関心が再燃し、植栽数が増加し始めた。1970年に45ヘクタールだったイタリア国内の栽培総面積は、1990年には511ヘクタールまで増加し、2010年時点で970ヘクタールとなっている。 

## ワイン生産地域

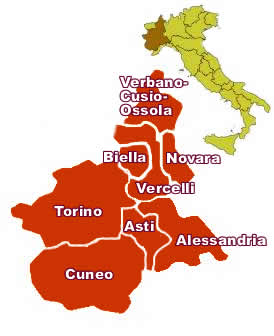
アルネイスの植栽のほとんどはピエモンテ州クーネオ県（地図左下）でみられ、ロエロ DOCGやランゲ DOCのワインに使用される。

アルネイスがみられるのは、おもにイタリアのピエモンテ州のワイン生産地域であり、ロエロ DOCGやランゲ DOCなどの白ワインに使用されている。D.O.C.G.昇格以前のロエロ DOCではネッビオーロ主体の赤ワインにアルネイスをブレンドすることが認められていたが、現行のD.O.C.G.規定では認められていない。 2004年には、これら2区域だけで約38,000ヘクトリットルのアルネイスのD.O.C.認定ワインが生産された。 ピエモンテ以外では、イタリア国内ではサルデーニャ州とリグーリア州でわずかに植栽がみられる程度である。 
- ロエロ DOCG (Roero DOCG) - クーネオ県の北東部、アルバ周辺の銘醸地ではタナロ川の左岸（北側）に位置する地区。通常の白ワイン（ロエロ・アルネイス）と発泡タイプのスプマンテにはアルネイスを95%以上使用しなければならない。ブドウの最大収量や最低アルコール度数などの基準を厳しくした、畑名表記のワイン（ヴィーニャ (vigna) ）も存在する[8][9]。
- ランゲ DOC (Langhe DOC) - クーネオ県東部を広くカバーするD.O.C.認定区域であり、多種多様なワインを扱う。使用比率の指定のない通常の白ワインのほかに、アルネイスのセパージュワインが存在する。セパージュワインの場合、アルネイスを85%以上使用しなければならない。ロエロ DOCGと同じくヴィーニャの規格もある[10][11]。陰干ししたブドウから作る甘口タイプのパッシートにおいて、アルネイスは重要な役割をもつ。通常の白のパッシート（ランゲ・ビアンコ・パッシート）の場合、アルネイス、シャルドネ、ナシェッタ、リースリングのうちいずれかの品種を60%以上使用しなければならない。アルネイスのみが品種名表記のパッシートの規格（ランゲ・アルネイス・パッシート）をもち、使用比率は85%以上となる[10][11]。
- テッレ・アルフィエーリDOC (Terre Alfieri DOC) - アスティ県のアスティ周辺に位置し、グリニョリーノ・ダルバ DOC (Grignolino d'Alba DOC) と同一の領域をカバーする。2009年に設けられ、アルネイスのセパージュワイン (使用比率85%以上) とネッビオーロのセパージュワインを扱う[12]。

アメリカ合衆国では、アルネイスは概ねカリフォルニア州のソノマ郡とオレゴン州のウィラメット・ヴァレーでみられる。 21世紀に入ってからは、オーストラリアのタスマニア州、ヴィクトリア州、ニューサウスウェールズ州のワイン生産地域や、ニュージーランド北島のギズボーンなどでもアルネイスの植栽が始まっている。 

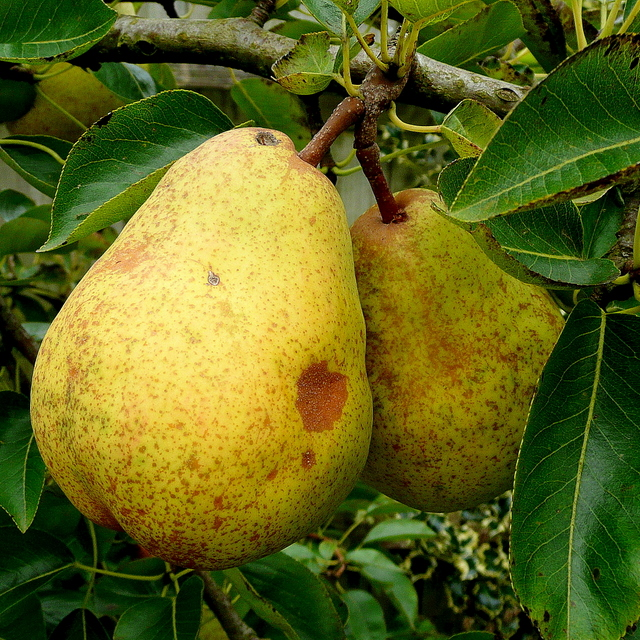
アルネイスと関わりの深い、定番とされる香りのニュアンスのひとつは、熟した洋梨である。

## ブドウ栽培およびワイン醸造
アルネイスの果房は、大きさが中程度からやや小さめで、岐肩をもった円錐形をしている。果粒は小粒でやや長円形をしており、緑がかった黄色をしている。成熟期は早期から中期である。 
アルネイスは栽培が困難なブドウであり、自然状態では酸が弱く、収穫が9月よりも遅くなると過熟する傾向がある。さらに、このブドウはうどんこ病になりやすく、うどんこ病菌に対する耐性の高いアルネイスのクローンを選別する研究が始まっている。低収量になりがちでワインが酸化しやすいことから、アルネイスの人気は20世紀の前半から中ほどにかけて低下の一途をたどった。世紀後半にはこの品種に対する理解が深まり、ロエロ周辺の石灰質・砂質の土壌がアルネイスにもっとしっかりとした酸と骨格を与え、それに対し砂質・粘土質の土壌で栽培されるアルネイスのブドウは上品で独特な芳香ことにワイン生産者たちが気づくと、再び人気を取り戻していった。 
歴史的には、アルネイスの役割はネッビオーロをまろやかにするというものだったが、現在ではセパージュワインのかたちでこの品種を見かけることのほうが一般的になっている。オーク材の容器で醗酵・熟成の片方もしくは両方を行なったワインのほうがボディは重口になり、オークを使わないほうが芳香・アロマは強くなる。アルネイスには、アーモンド、アプリコット、桃、洋梨、ホップのアロマをもったきわめて香り高いワインを生み出す力がある。遅摘みのアルネイスでパッシートを作る生産者もいる。 

## 別名
アルネイスは以下のような別名でも知られている。 
ビアンケッタ (Bianchetta) 、ビアンケッタ・ダルバ (Bianchetta d'Alba) 、ビアンケッタ・ディ・アルバ (Bianchetta di Alba) 、ビアンケット (Bianchetto) 、ビアンケット・アルベーゼ (Bianchetto Albese) 、ビアンケット・ディ・アルバ (Bianchetto di Alba) 、ビアンケット・ディ・ヴェルズオーロ (Bianchetto di Verzuolo) 、ネッビオーロ・ビアンコ (Nebbiolo bianco) 